# Juhani Peltonen
Juhani Peltonen (Valkeakoski, 16 de junio de 1936) es un exfutbolista finlandés.

## Biografía
Peltonen comenzó a jugar al fútbol en el F. C. Haka, el club de su ciudad natal. Debutó con el primer equipo en 1954 y pronto se hizo un hueco en el once titular. Era un jugador polivalente que ocupaba la posición de extremo pero también podía retrasarse al mediocampo. Durante las diez temporadas que estuvo en el Haka ganó dos ligas nacionales (1960 y 1962), cuatro copas de Finlandia y dos distinciones individuales al mejor futbolista nacional.
En 1964 fue contratado por el Hamburgo S.V., lo que le convierte en el primer finlandés que jugaba en la Bundesliga alemana y en uno de los pioneros profesionales del país. En las dos temporadas que jugó para el conjunto alemán hizo seis goles en 38 partidos oficiales. Después de no alcanzar un acuerdo para su renovación, regresó al Haka Valkeakoski en 1967 y cerró allí su carrera deportiva en 1972. En ese tiempo logró conquistar otro título más, la Copa de Finlandia de 1969.
Peltonen fue también un habitual de la selección de fútbol de Finlandia desde 1955 hasta 1970. En total disputó 68 partidos y marcó diez goles.
Después de colgar las botas, Peltonen estuvo trabajando en la industria maderera y durante un tiempo residió en el sur de España, donde descubrió su vocación por la pintura. Es uno de los impulsores del Museo del Fútbol de Finlandia, inaugurado en Valkeakoski en 1993.

## Trayectoria
| Club          | País                | Año       |
| ------------- | ------------------- | --------- |
| F. C. Haka    | Finlandia           | 1954-1964 |
| Hamburgo S.V. | Alemania Occidental | 1964-1966 |
| F. C. Haka    | Finlandia           | 1967-1972 |

## Palmarés

### Campeonatos nacionales
| Título            | Club       | País      | Año  |
| ----------------- | ---------- | --------- | ---- |
| Copa de Finlandia | F. C. Haka | Finlandia | 1955 |
| Copa de Finlandia | F. C. Haka | Finlandia | 1959 |
| Liga de Finlandia | F. C. Haka | Finlandia | 1960 |
| Copa de Finlandia | F. C. Haka | Finlandia | 1960 |
| Liga de Finlandia | F. C. Haka | Finlandia | 1962 |
| Copa de Finlandia | F. C. Haka | Finlandia | 1963 |
| Copa de Finlandia | F. C. Haka | Finlandia | 1969 |

### Distinciones individuales
- Futbolista del año en Finlandia: 1960, 1962, 1964, 1965.